# Horní Rápotice
Horní Rápotice är en ort i Tjeckien.   Den ligger i regionen Vysočina, i den centrala delen av landet, 90 km sydost om huvudstaden Prag. Horní Rápotice ligger 551 meter över havet och antalet invånare är 152.
Terrängen runt Horní Rápotice är platt åt sydost, men åt nordväst är den kuperad. Runt Horní Rápotice är det ganska tätbefolkat, med 155 invånare per kvadratkilometer. Närmaste större samhälle är Havlíčkův Brod, 19,1 km öster om Horní Rápotice. Omgivningarna runt Horní Rápotice är en mosaik av jordbruksmark och naturlig växtlighet.